# 強納森·列瑟
強納森·艾倫·列瑟（英語：Jonathan Allen Lethem，姓氏發音：/ˈliːθəm/，1964年2月19日—）是一名美國小說家、散文作家和短篇故事作家，代表作有《布魯克林孤兒》和《孤堡》等等。

## 經歷

### 早期生活
強納森·列瑟生於紐約的布魯克林區，父親理查·列瑟是一位前衛藝術家，母親朱蒂斯·列瑟則活躍於政治運動。他有一個弟弟與一個妹妹，弟弟布萊克·列瑟後來成為藝術家，妹妹瑪拉·列瑟則成為攝影師。強納森成長於紐約近郊的伯爾倫姆山丘，現在當地已是一片高級住宅區，但當時居住著許多嬉皮與流浪者，而列瑟家就住在一棟多人合居的公社。儘管成長於種族主義的陰影之下（強納森有猶太血統），強納森仍認為自己的童年「令人（回憶起來）興奮不已」且對他產生極深遠的影響。他從巴布·狄倫的音樂中獲益良多，此外他也十分欣賞科幻類型的題材，例如菲利普·狄克的作品或是電影《星際大戰》等，甚至由於太鍾愛這部電影而進電影院欣賞了21次之多；而菲利普·狄克的作品對他則有「大麻或龐克搖滾一般的吸引力」、「令我的人生無可救藥地循著它的精神前進」:77。
強納森的雙親在他年紀還小的時候便已離婚，而母親則在他13歲的時候死於腦癌:36-37。這段經歷對他的寫作風格產生重大的影響，他表示他的書裡一直都有「為失去語言、回憶或身邊的人而嘶吼的巨人」。由於想跟隨父親的腳步成為一位畫家，強納森考進紐約的音樂與藝術高中學習繪畫，他描述他那時的繪畫風格是：「油腔滑調、不正經與卡通式的」。在學校裡他盡情地繪畫與寫作，同時也製作過動畫電影，甚至還出版了自己的刊物：《文學交流》（The Literary Exchange）。此外他也寫了一篇長達125頁、名為《英雄》（Heroes）的小說，但未發表。
高中畢業後，他在1982年進入位於佛蒙特州的本寧頓學院。班寧頓學院讓他對自己所選擇的目標產生動搖，「現實層面上，我認為父母給我的波希米亞式成長環境會使我們失去領悟力，甚至讓我們變得貧窮......而在班寧頓，這些背景都會被徹底動搖。」這讓他體認到他其實熱愛寫作更甚於繪畫。於是他在二年級時退學，並搭便車自丹佛經科羅拉多州來到加州的伯克萊市，「我橫越過綿延於懷俄明州、猶他州與內華達州的數千里沙漠，口袋裡卻只有40美元」他形容這次旅途是「我這輩子做過最蠢也最難忘的事」。他在加州住了12年，在一家書店當店員，由此開始了文學寫作。

### 作家生涯
強納森的第一本小說《Gun, with Occasional Music》是一個融合科幻元素與偵探情節的故事，包括會說話的袋鼠、未來世界的毒品交易與低溫監獄等。它在1994年時由哈考特商貿出版社出版時讓強納森感到極為興奮與雀躍：「我想像著我的第一本小說被發行成平裝本......一家聲望極高的出版社正為它裝訂......我像是置身於天堂一樣。」，這本小說剛出版時並未受到太大的注意，但在《新聞週刊》給予它「大膽而富於自信的初試啼聲之作」的評語後便帶來巨大的成功與好評。《Gun, with Occasional Music》後來曾入圍1994年的星雲獎並被《軌跡雜誌》的讀者票選為1995年最佳小說。1990年代中葉，導演艾倫·帕庫拉還買下它的電影版權，這促使強納森辭去書店店員的工作，成為一名職業作家。
強納森的第二本小說《Amnesia Moon》緊接著在1995年出版，小說的靈感來自強納森搭便車橫越大半個美國的經驗，內容包含失憶、碎片與世界末日後的美國等元素。1996年，小說集《The Wall of the Sky, the Wall of the Eye》出版，內容收錄了一些他的早期作品。當時他已從舊金山灣區搬回布魯克林，並繼續他的第三本與第四本小說的寫作。《As She Climbed Across the Table》與《Girl in Landscape》分別在1997年與1998年出版。《Girl in Landscape》描述一個近未來的世界中，正值青春期的佩拉與她的家人移民到外星球，與當地居民「造拱族」（Archbuilders）一同生活的故事。強納森自承故事中出現年輕女孩與有暴力傾向的父親的角色是受到約翰·韋恩的1956年西部電影《搜索者》的影響。

### 《布魯克林孤兒》
在回到布魯克林後，強納森開始著手寫下他的第五本，同時也是最著名的一本小說：《布魯克林孤兒》。《布魯克林孤兒》一改前幾部作品的科幻風格，走回強納森最初的偵探小說路線。故事描述一名住在紐約布魯克林區聖文森少年之家、患有妥瑞症的孤兒萊諾意外捲進一起謀殺案中，為了擺脫自己的嫌疑，萊諾開始追查起幕後真正的兇手與真相。強納森認為萊諾這個角色「無疑是我寫過所有主角中最引人注目的」並表示他寫作這本小說時「像是站在外面觀看著這一切的發生......這個故事不需要我，它只是在找人把它寫成小說而已。」無論如何，《布魯克林孤兒》都為強納森帶來巨大的成功與好評，該書贏得1999年美國國家書評獎、2000年金匕首獎與沙龍圖書獎等多項獎項，甚至還被《君子雜誌》選為1999年的年度小說，美國演員愛德華·諾頓還考慮要改編其為電影。
《布魯克林孤兒》的成功使強納森一時聲名大噪，並為他帶來了「類型小說突破者」的稱號。書評們指出他的小說中總夾雜著偵探、科幻與自傳成份，而非只有單一類型。而強納森則認為他這種特別的寫作風格是受到他父親的影響：「他總能將現實與想像自然而毫無自覺地結合在同一張畫布上。」而《時代雜誌》的書評列夫·葛羅斯曼則認為他將純文學與通俗文學結合在一起，與他同類型的作家還有麥可·謝朋、瑪格麗特·愛特伍與蘇珊娜·克拉克等人。

## 書籍作品

### 長篇小說
- 《Gun, with Occasional Music（英语：Gun, with Occasional Music）》（1994年）
- 《Amnesia Moon（英语：Amnesia Moon）》（1995年）
- 《As She Climbed Across the Table（英语：As She Climbed Across the Table）》（1997年）
- 《Girl in Landscape（英语：Girl in Landscape）》（1998年）
- 《布魯克林孤兒》（Motherless Brooklyn）（1999年）
- 《The Fortress of Solitude（英语：The Fortress of Solitude (novel)）》（2003年）
- 《You Don't Love Me Yet（英语：You Don't Love Me Yet）》（2007年）
- 《Chronic City（英语：Chronic City）》（2009年）
- 《Dissident Gardens（英语：Dissident Gardens）》（2013年）
- 《A Gambler's Anatomy（英语：A Gambler's Anatomy）》（2016年）
- 《The Feral Detective》（2018年）

### 短篇小說
- 《This Shape We're In》（2000年）

#### 短篇故事集
- 《The Wall of the Sky, the Wall of the Eye（英语：The Wall of the Sky, the Wall of the Eye）》（1996年）
- 《Kafka Americana（英语：Kafka Americana）》（1999年）與卡特·斯爾茲（英语：Carter Scholz）合寫
- 《Men and Cartoons》（2004年）
- 《How We Got Insipid》（2006年）
- 《Lucky Alan and Other Stories》（2015年）

### 漫畫
- 《Omega the Unknown（英语：Omega the Unknown#2007 series）》（2007年）

## 延伸阅读
- Cohen, Samuel. After the End of History: American Fiction in the 1990s. University of Iowa Press, 2009. [contains discussion of The Fortress of Solitude]
- Clarke, Jaime (ed.). Conversations with Jonathan Lethem. Literary Conversations. University Press of Mississippi, 2012.
- Luter, Matthew. Understanding Jonathan Lethem. Understanding Contemporary American Literature. University of South Carolina Press, 2015.
- Peacock, James. Jonathan Lethem. Contemporary American and Canadian Writers. Manchester University Press, 2012.

## 外部連結
- 官方网站
- Lorin Stein. . The Paris Review. Summer 2003  [2020-10-02]. （原始内容存档于2020-08-13）.
- 強納森·列瑟在互联网电影资料库（IMDb）上的資料（英文）
- 網路推理小說資料庫上的Jonathan Lethem
- 2008 interview （页面存档备份，存于） by Betsy Sussler, Bomb Magazine
- Jonathan Lethem在国会图书馆管理局的纪录，有46条目录纪录